# Danielewski-Fläche
In der Mathematik stellt eine Danielewski-Fläche eine Verallgemeinerung des Raumes {\displaystyle \mathbb {C} ^{2}} dar und hat aus Sicht der komplexen Analysis ähnliche Eigenschaften wie {\displaystyle \mathbb {C} ^{2}}.

## Definition
Eine Danielewski-Fläche ist eine algebraische Fläche, welche algebraisch isomorph ist zu einer Hyperfläche {\displaystyle S\subset \mathbb {C} ^{3}}, die als Nullstellenmenge eines Polynoms {\displaystyle x^{n}\cdot y-p(z)\in \mathbb {C} [x,y,z]} definiert ist, wobei {\displaystyle p\in \mathbb {C} [z]} ein Polynom in einer Variablen ist.

## Elementare Eigenschaften
- Im Spezialfall {\displaystyle n=1,\;p(z)=z} ist {\displaystyle S=\left\{(x,y,z)\in \mathbb {C} ^{3}:x\cdot y=z\right\}} isomorph zu {\displaystyle \mathbb {C} ^{2}}.
- Genau dann, wenn das Polynom {\displaystyle p} nur einfache Nullstellen hat, ist {\displaystyle S} nicht nur eine algebraische Fläche, sondern auch eine Komplexe Mannigfaltigkeit, da sie keine Singularitäten aufweist.
- Sei {\displaystyle p(z)=(z-a_{1})\cdot (z-a_{2})\cdots (z-a_{m})} mit paarweise verschiedenen {\displaystyle a_{i},a_{j}}. Dann gilt:

{\displaystyle S=\left\{(x,p(z)/x^{n},z)\in \mathbb {C} ^{3},x\neq 0\right\}{\dot {\cup }}\left\{x=0,z=a_{1}\right\}{\dot {\cup }}\dots {\dot {\cup }}\left\{x=0,z=a_{m}\right\}}
d. h. {\displaystyle S} besteht im Prinzip aus {\displaystyle \mathbb {C} ^{*}\times \mathbb {C} } und {\displaystyle m} Kopien von {\displaystyle \mathbb {C} }, die daran angeklebt sind.

## Automorphismengruppe
Die Gruppe der holomorphen Automorphismen einer Danielewski-Fläche, welche keine Singularitäten aufweist, verhält sich ähnlich wie im bekannten Spezialfall {\displaystyle \mathbb {C} ^{2}}, das bedeutet, sie ist "groß" in dem Sinne, dass sich die die Gruppe erzeugenden Elemente nicht explizit angeben lassen. Wie im Fall von {\displaystyle \mathbb {C} ^{2}} lässt sich aber eine dichte Teilmenge der Automorphismengruppe mit Hilfe von verallgemeinerten Scherungen konkret beschreiben.